# Torneo Apertura 2008 (Paraguay)
El Torneo Apertura 2008 (Copa Tigo) de la Primera División del fútbol paraguayo, denominado «Don William Paats», en homenaje al primer promotor de la práctica de dicho deporte en el país, se inició el viernes, 15 de febrero, con la participación de doce clubes, y finalizó el domingo, 29 de junio. Este fue el primer certamen del año el cual otorgó a su ganador un cupo directo para la Copa Libertadores 2009. El formato de disputa fue el de todos contra todos a partidos de ida y vuelta. Resultó campeón, por haber obtenido la mayor cantidad de puntos al cabo de las 22 fechas, el club Libertad, por 13.ª vez en su historia y 3.ª consecutiva.
Es importante mencionar que, a partir de esa temporada y por primera vez en la historia de la APF, se registraron dos títulos oficiales de Primera División en un mismo año. Esto significa que los ganados en los torneos de Apertura y de Clausura poseen idéntica jerarquía. Por lo tanto, cada uno equivale a una estrella más, dejando sin efecto la unificación anual de los mismos, tal como sucediera anteriormente.

## Sistema de competición
El modo de disputa fue el de todos contra todos a partidos de ida y vuelta, es decir a dos rondas compuestas por once jornadas cada una con localía recíproca. Se convierte en campeón el equipo que acumula la mayor cantidad de puntos al término de las 22 jornadas. En caso de haberse producido igualdad entre dos contendientes, habrían definido el título en un partido extra. Si hubieran sido más de dos, se resolvía según los siguientes parámetros:
1) saldo de goles;
2) mayor cantidad de goles marcados;
3) mayor cantidad de goles marcados en condición de visitante;
4) sorteo.

## Producto de la clasificación
- El torneo coronó al campeón número 98 en la historia de la Primera División de Paraguay.

- Este obtuvo a su vez el acceso a la fase de grupos de la próxima edición de la Copa Libertadores de América.

## Relevo anual de clubes
| Ascendidos a la Primera División                   |
| -------------------------------------------------- |
| Silvio Pettirossi (Campeón de División Intermedia) |

| Descendidos a División Intermedia   |
| ----------------------------------- |
| Sportivo Trinidense (Peor promedio) |

## Equipos participantes
| Equipo            | Entrenador          | Fundación               | Ciudad               | Estadio                | Capacidad |
| ----------------- | ------------------- | ----------------------- | -------------------- | ---------------------- | --------- |
| 12 de Octubre     | Miguel Wirzt        | 14 de agosto de 1914    | Itauguá              | Juan Canuto Pettengill | 8.000     |
| 2 de Mayo         | Alicio Solalinde    | 6 de diciembre de 1935  | Pedro Juan Caballero | Río Parapití           | 25.000    |
| 3 de Febrero      | Cristóbal Cubilla   | 20 de noviembre de 1970 | Ciudad del Este      | Antonio Oddone Sarubbi | 28.000    |
| Cerro Porteño     | Osvaldo Ardiles     | 1 de octubre de 1912    | Asunción             | General Pablo Rojas    | 32.000    |
| Guaraní           | Félix Darío León    | 12 de octubre de 1903   | Asunción             | Rogelio Livieres       | 6.000     |
| Libertad          | Eduardo Villalba    | 30 de julio de 1905     | Asunción             | Dr. Nicolás Leoz       | 10 000    |
| Nacional          | Daniel Raschle      | 5 de junio de 1904      | Asunción             | Arsenio Erico          | 4.000     |
| Olimpia           | Gustavo Costas      | 25 de julio de 1902     | Asunción             | Manuel Ferreira        | 15.000    |
| Silvio Pettirossi | Juan Peralta        | 11 de marzo de 1926     | Asunción             | Bernabé Pedrozo        | 4.000     |
| Sol de América    | Carlos Jara Saguier | 22 de marzo de 1909     | Villa Elisa          | Luis Alfonso Giagni    | 5.000     |
| Sportivo Luqueño  | Julio Gómez         | 1 de mayo de 1921       | Luque                | Feliciano Cáceres      | 25.000    |
| Tacuary           | Francisco Ocampo    | 10 de diciembre de 1923 | Asunción             | Roberto Bettega        | 7.000     |

El campeonato contó con la participación de doce equipos, en su gran mayoría pertenecientes al departamento Central.
Siete son de la capital del país, Asunción; en tanto que tres provienen de ciudades cercanas a esta, Itauguá, Luque y Villa Elisa. Finalmente, dos se localizan en importantes capitales departamentales, casualmente limítrofes con Brasil: Ciudad del Este y Pedro Juan Caballero.
Los únicos clubes que nunca abandonaron esta categoría (también conocida como División de Honor) son tres: Olimpia, Guaraní y Cerro Porteño, completando 98, 97 y 92 participaciones, respectivamente.

### Distribución geográfica de los equipos
| Región                      | Cant. | Equipos                                                                         |
| --------------------------- | ----- | ------------------------------------------------------------------------------- |
| Distrito Capital            | 7     | Cerro Porteño, Guaraní, Libertad, Nacional, Olimpia, Silvio Pettirossi, Tacuary |
| Departamento Central        | 3     | 12 de Octubre, Sp. Luqueño, Sol de América                                      |
| Departamento de Alto Paraná | 1     | 3 de Febrero                                                                    |
| Departamento de Amambay     | 1     | 2 de Mayo                                                                       |

## Clasificación
Fuente
| Pos. | Equipos           | PJ | PG | PE | PP | GF | GC | Dif. | Pts. |
| ---- | ----------------- | -- | -- | -- | -- | -- | -- | ---- | ---- |
| 1.   | Libertad          | 22 | 18 | 3  | 1  | 53 | 13 | 40   | 57   |
| 2.   | Nacional          | 22 | 14 | 3  | 5  | 45 | 25 | 20   | 45   |
| 3.   | Cerro Porteño     | 22 | 11 | 5  | 6  | 34 | 26 | 8    | 38   |
| 4.   | Guaraní           | 22 | 11 | 3  | 8  | 31 | 26 | 5    | 36   |
| 5.   | 2 de Mayo         | 22 | 9  | 4  | 9  | 27 | 26 | 1    | 31   |
| 6.   | Sol de América    | 22 | 8  | 3  | 11 | 40 | 39 | 1    | 27   |
| 7.   | 3 de Febrero      | 22 | 8  | 3  | 11 | 32 | 40 | -8   | 27   |
| 8.   | Olimpia           | 22 | 7  | 5  | 10 | 23 | 32 | -9   | 26   |
| 9.   | Sportivo Luqueño  | 22 | 6  | 7  | 9  | 33 | 44 | -11  | 25   |
| 10.  | Tacuary           | 22 | 5  | 8  | 9  | 24 | 34 | -10  | 23   |
| 11.  | 12 de Octubre     | 22 | 4  | 8  | 10 | 29 | 40 | -11  | 20   |
| 12.  | Silvio Pettirossi | 22 | 3  | 4  | 15 | 21 | 47 | -26  | 13   |

 Pos=Posición; PJ=Partidos jugados; PG=Partidos ganados; PE=Partidos empatados; PP=Partidos perdidos; GF=Goles a favor; GC=Goles en contra; Dif=Diferencia de gol; Pts=Puntos

## Campeón
| Libertad 13º título |

## Máximos goleadores
Fuente
| País      | Jugador            | Equipo           | Goles |
| --------- | ------------------ | ---------------- | ----- |
| Paraguay  | Fabio Escobar      | Nacional         | 13    |
| Paraguay  | Julio Aguilar      | 12 de Octubre    | 12    |
| Paraguay  | José Ortigoza      | Sol de América   | 12    |
| Paraguay  | Juan Samudio       | Libertad         | 11    |
| Argentina | Rubén Darío Gigena | Sportivo Luqueño | 11    |
| Paraguay  | Ariel Bogado       | Nacional         | 10    |
| Paraguay  | José Franco        | 3 de Febrero     | 9     |
| Paraguay  | Édison Giménez     | Olimpia          | 9     |
| Brasil    | Émerson Matías     | 2 de Mayo        | 9     |
| Paraguay  | Pablo Giménez      | Cerro Porteño    | 7     |